# جائزة الكرة الذهبية 1973
جائزة الكرة الذهبية 1973، جائزة سنوية تُعطى لأفضل لاعب كرة القدم في العالم من طرف مجلة فرانس فوتبول الفرنسية، كما تقرره لجنة دولية من الصحفيين الرياضيين، وفاز بالجائزة في 1973 اللاعب الهولندي يوهان كرويف لاعب برشلونة.

## الترتيب
| الترتيب | اللاعب      | النادي      | الجنسية         | النقاط |
| ------- | ----------- | ----------- | --------------- | ------ |
| 1       | يوهان كرويف | برشلونة     | هولندا          | 96     |
| 2       | دينو زوف    | يوفنتوس     | إيطاليا         | 47     |
| 3       | غيرد مولر   | بايرن ميونخ | ألمانيا الغربية | 44     |